# کالین میچل
کالین میچل (انگلیسی: Collin Mitchell؛ زادهٔ ۲۳ سپتامبر ۱۹۶۹) ورزشکار کرلینگ اهل کانادا است.